# Gerardo Mercator
Gerardo Mercator ou Gerardus Mercator, nascido Gerhard Kremer (5 de março de 1512 — 2 de dezembro de 1594), foi um matemático, geógrafo e cartógrafo flamengo, notório pela projeção de Mercator.

## Vida
Nascido na localidade de Rupelmonde, município belga de Kruibeke, em Flandres, Mercator estudou nos Países Baixos e depois em Lovaina, onde se fixou, dedicando-se à construção de globos e mapas. Nunca viajou muito, no entanto desenvolveu durante a juventude o interesse pela geografia como um meio de ganhar a vida. Em 1569, desenvolveu matematicamente a famosa projeção cilíndrica do globo terrestre, sobre uma carta plana, revolucionando a cartografia da época, embora apresentasse distorções. De fato as cartas tradicionais inspiradas nos trabalhos de Mercator e destinadas à navegação dão uma ideia errada das áreas ocupadas pelas diferentes regiões do mundo.
A América do Sul, por exemplo, parece menor que a Groenlândia mas na verdade é nove vezes maior (17,8 milhões de km² contra 2,1 milhões). A Índia (3,3 milhões de km²) parece menor que a Escandinávia (1,1 milhões de km²). A Europa (9,7 milhões de km²) parece maior que a América do Sul, embora esta seja quase duas vezes maior. A projeção de Mercator permite introduzir outro tipo de projeção muito utilizada em cartografia; a UTM (Universal Transversa de Mercator), uma projeção cilíndrica transversa secante.
Fabricou em 1541 o seu famoso globo terrestre laxodrómico, com as laxodromias dos oito rumos, de cada quadrante, traçadas a partir de vários pontos situados em diferentes latitudes. A sua obra é considerada como um marco importante no processo de representação da Terra, a seguir aos Descobrimentos. O seu filho Rumold Mercator, concluiu a sua obra, publicando mais mapas em 1595, pouco depois da morte de Gerardo. Um exemplar desse precioso globo foi descoberto em Gante no ano de 1868. O Museu Mercator em Sint-Niklaas, na Bélgica, tem uma exposição permanente com trabalhos sobre a vida e legado de Mercator.

## Publicações
- Gerardus Mercator: Literarum latinarum, quas italicas, cursoriasque vocant, scribendarum ratio. Louvain 1540; Ausgabe: Facs. Louvain 1540; Erschienen: Nieuwkoop: Miland Publ., 1970.
- Evangelicae historiae quadripartita Monas, sive Harmonias quatuor Evangelistarum … / digesta et demonstrata per Gerardum Mercatorem. - Duysburgi: Cliuorum, 1592. Online
- Germaniae tabulae geographicae. – Duisburg: Gerhard Mercator d. Ä., 1594. Online
  - 1. Germaniae tabulae geographicae. 1594.
  - 2. Galliae tabulae geographicae. 1594.
  - 3. Belgii inferioris geographicae tabulae. 1594.
- Atlas sive cosmographicae meditationes de fabrica mundi et fabricati figura. – Dvisbvrgi Clivorvm: Mercator, 1595. Online
- Atlas Sive Cosmographicae Meditationes De Fabrica Mvndi Et Fabricati Figura. 1613 Amsterdami Hondius Online
- Atlas minor, das ist ein kurtze, jedoch gründtliche Beschreibung der gantzen Welt. Amsterodami, Nicolai; Arnhemi, Janssonius, 1609. Digitalisat